# Maccabi World Union
Maccabi World Union (en hebreu: תנועת מכבי העולמית) (en català: Unió Mundial Maccabi) millor coneguda com a Maccabi (en hebreu: מכבי), és una associació esportiva internacional d'àmbit jueu, amb seu a Ramat Gan (Israel). Està formada per més de 450 clubs esportius en 60 països, amb un total de 400.000 socis en la seva majoria voluntaris. La seva activitat més coneguda és l'organització dels Jocs Macabeus.

## Organització
Maccabi World Union (MWU) és una organització paraigua internacional que agrupa a tots els clubs esportius sota la marca Maccabi, dirigits a la comunitat jueva dels seus respectius territoris. Els clubs tenen gestió independent i organitzen activitats esportives, educatives, culturals i socials. En els seus estatuts, la MWU es defineix com una entitat sionista que a través de l'esport busca l'acostament i la integració dels jueus en les seves respectives comunitats, sobrepassant qualsevol barrera política.
En total participen més de 450 clubs esportius en 60 països, amb un total de 400.000 socis. La MWU es divideix en sis confederacions:
- Maccabi Israel
- Maccabi Europa
- Maccabi Amèrica del Nord
- Maccabi Amèrica Llatina
- Maccabi Sud-àfrica
- Maccabi Austràlia

Maccabi és membre de SportAccord, l'organització que agrupa a totes les federacions esportives internacionals.

## Història

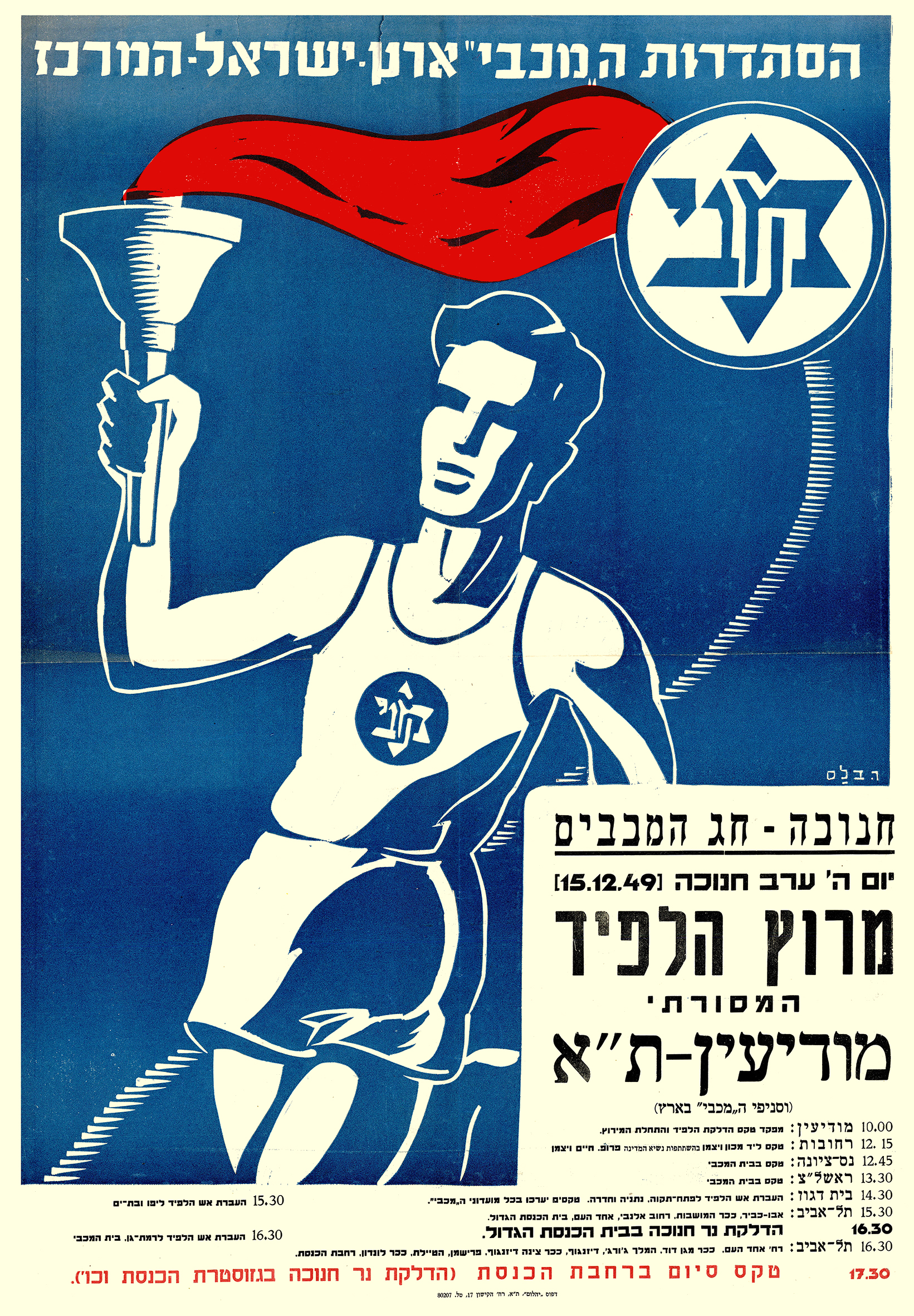
Cartell de Maccabi (1949).

El moviment té el seu origen en 1895, amb la fundació del primer club esportiu jueu a Constantinoble. Els seus membres eren esportistes jueus expatriats que no havien estat acceptats en altres entitats per la seva religió. La idea va traspassar fronteres i va ser emulada en altres ciutats europees amb àmplia presència d'aquesta comunitat.
L'organització esportiva Maccabi va ser fundada en 1921, en el transcurs del 12º Congrés Jueu Mundial celebrat en Karlovy Vary (Txecoslovàquia). Deu el seu nom als Macabeus, un moviment jueu que va lluitar i va aconseguir la independència de Antíoc IV Epífanes en el 160 a.C. Irònicament, en aquella època els macabeos s'oposaven a la pràctica d'esport perquè ho consideraven part de la cultura grega. No obstant això, els fundadors d'aquest club es van inspirar en els macabeus com un exemple de lluita que el sionisme hauria d'emular. Max Nordau, cofundador de la Organització Sionista Mundial, era un ferm defensor que els jueus practiquessin esport per al seu desenvolupament personal.
Des dels seus orígens, Maccabi va funcionar com una organització paraigua de tots els clubs esportius jueus, la labor dels quals quedava definida a «fomentar l'educació física, creure en l'herència jueva i la nació jueva, i treballar activament per la reconstrucció del nostre país i la supervivència del nostre poble». La majoria de clubs estaven situats en els assentaments jueus del mandat britànic de Palestina, si bé en 1926 va haver-hi una escissió per crear una altra associació esportiva, cridada Hapoel, en un context de polarització política.
Al març de 1932 es va celebrar la primera edició dels Jocs Macabeus a Tel-Aviv, amb la participació de 390 atletes jueus de 14 països. Aquest esdeveniment se celebra de forma ininterrompuda des de 1950.
Després de la independència d'Israel en 1948, Maccabi es va consolidar com l'organització esportiva amb més socis del nou estat, i competeix amb Hapoel en totes les disciplines pel lideratge esportiu del país. En 1950 es va reprendre la celebració dels Jocs Macabeus. I un any més tard, Maccabi i Hapoel van acordar la creació del Comitè Olímpic d'Israel.

## Jocs Macabeus

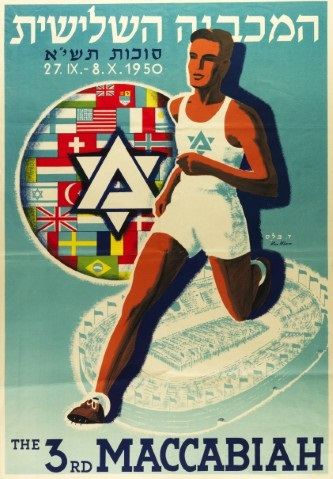
Cartell de la tercera edició dels Jocs Macabeus (1950).

Els Jocs Macabeus, també anomenats Maccabiah (en hebreu, משחקי המכביה העולמית), són un esdeveniment multi-esportiu internacional organitzat per la MWU cada quatre anys a Israel, normalment l'any posterior als Jocs Olímpics d'Estiu. L'edició de 2013 va superar els 8.500 atletes de 70 països, convertint-se en el tercer esdeveniment esportiu amb més participació després dels Jocs Olímpics. i dels Jocs Panamericans.
La competència està oberta als atletes jueus, encara que també poden participar esportistes israelians sense importar la seva religió (per exemple, àrabs israelians). L'objectiu final és que els esportistes jueus del món es reuneixin en un mateix punt, coneguin la Terra d'Israel i puguin explorar en els seus orígens.
En 1929 el president de Maccabi, Yosef Yekutieli, va proposar al Congrés de la MWU que l'entitat organitzés unes Olimpíades en Terra d'Israel. La iniciativa va poder tirar endavant gràcies al vistiplau de nou comissari del mandat britànic de Palestina, sir Arthur Grenfell Wauchope, així com de la col·laboració de l'alcalde de Tel-Aviv, Meir Dizengoff. La primera edició dels Jocs Macabeus va ser inaugurada el 28 de març de 1932 i es va sufragar íntegrament amb donatius. Va haver-hi una segona edició en 1935 i l'objectiu de Yekutieli era convertir-ho en un esdeveniment trienal. No obstant això, el mandat britànic acabaria oposant-se davant el temor d'una ona massiva d'immigració. Els Jocs Macabeus no es reprendrien fins a 1950, dos anys després de la independència d'Israel. A partir de la quarta edició (1953) se celebren cada quatre anys l'any posterior als Jocs Olímpics.

## El moviment juvenil macabeu
Macabi Tzair (en hebreu: מכבי צעיר) és un moviment juvenil sionista fundat a Alemanya, en 1926. Forma part de la Unió Mundial Macabi. En 1936 va celebrar la seva primera convenció en la ciutat de Tel-Aviv. Actualment el moviment té uns 3.000 membres.

### Valors
Els principals valors que caracteritzen al moviment són el sionisme, el lideratge, la bona ciutadania, l'amistat entre els seus membres, la persistència i el suport a la comunitat, així com la autorealització. El moviment mundial Macabi promou l'activitat física i l'esport entre el poble jueu. El moviment juvenil Macabi Tzair va ser creat per a promoure l'educació física dels joves.

### Símbols
El seu uniforme inclou camises i pantalons de colors, això simbolitza la igualtat i la simplicitat, així com la diversitat. Un llaç plegat de color blau amb tres ratlles blanques representa la Bandera d'Israel. També simbolitza el compromís dels seus membres amb els valors del sionisme. La insígnia del moviment està formada per dues lletres de l'alfabet hebreu. Les dues lletres estan disposades formant una Estrella de David. Aquest símbol, crea un vincle entre el moviment macabeu i la persona.

### Història de Maccabi Tzair
Durant diversos anys, fins a l'establiment oficial de l'Estat d'Israel, la seva activitat principal va ser reclutar a joves jueus com a part de l'esforç per establir un sistema esportiu, en el nou país emergent. En aquells anys, el moviment juvenil va exercir un paper destacat, i va ajudar els joves jueus perquè poguessin fer Aliya, és a dir, emigrar a Israel des d'un altre país. Els membres del moviment van fundar diversos assentaments i van participar en la defensa de diversos municipis jueus. Actualment, la tnuà té 21 sucursals que es troben repartides per l'Estat d'Israel. En l'actualitat, s'està implementant el principi de conselleria per part dels membres majors cap als més joves.

### Activitats
El moviment macabeu organitza excursions per als seus membres més joves, per a dotar a les noves generacions d'una connexió amb la seva terra. Els passejos a peu, inclouen un entrenament de les habilitats d'exploració, com a part del seu aprenentatge dins del moviment. Durant les activitats anuals, els membres de Macabi Tzair participen en reunions setmanals, en les sucursals locals, que es troben repartides per tot el país. El moviment macabeu va crear un esdeveniment anomenat: el camí de la torxa, aquest esdeveniment, està present en tots els esdeveniments organitzats per Macabi. Des del seu inici en 1944, s'ha celebrat des de llavors.
Un esdeveniment té lloc durant la festa de les llums o Hanukkà. Els membres del moviment macabeu participen en un esdeveniment que consisteix en córrer amb una torxa a través de pobles i assentaments per tot el país i en participar en diverses activitats educatives.
Com a part de la seva missió per desenvolupar les relacions amb les comunitats jueves a l'estranger, les delegacions locals, viatgen a altres països, amb una torxa simbòlica, difonent els valors i principis del moviment macabeu.
El moviment macabeu duu a terme una tasca educativa per ajudar els joves de tot el país a tenir millors modals i valors, contribuint així a la comunitat, duent a terme tasques de voluntariat, en una àmplia gamma de serveis comunitaris.

## Clubs

### Israel
- Maccabi Tel Aviv FC
- Maccabi Tel Aviv BC
- Maccabi Haifa FC
- Maccabi Asdod B.C.
- Maccabi Be'er Sheva
- Maccabi Habik'a
- Maccabi Herzliya
- Maccabi Netanya FC
- Maccabi Petah Tikva FC
- Maccabi Rishon LeZion

### Amèrica Llatina
- Organització Hebrea Argentina Macabi (Argentina)
- Club Israelita Macabi de Mendoza (Argentina)
- Associació Hebraica i Macabi (Uruguai)